# Misionáři komboniáni Srdce Ježíšova
Misionáři komboniáni Srdce Ježíšova (latinsky: Missionarii Comboniani Cordis Iesu, původně: Congregatio Filiorum S. Cordis Iesu, zkratka: MCCI, zvaní též „Veronští otcové“) je mužský řeholní institut papežského práva založený 1. června 1867 biskupem Danielem Combonim. Hlavním posláním kongregace je evangelizace v zemích, kde není rozšířené křesťanství. 

## Historie

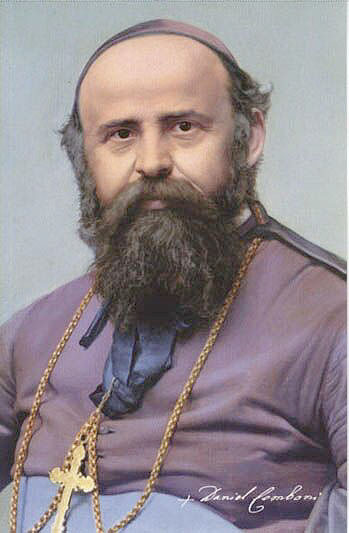
Daniele Comboni, zakladatel kongregace

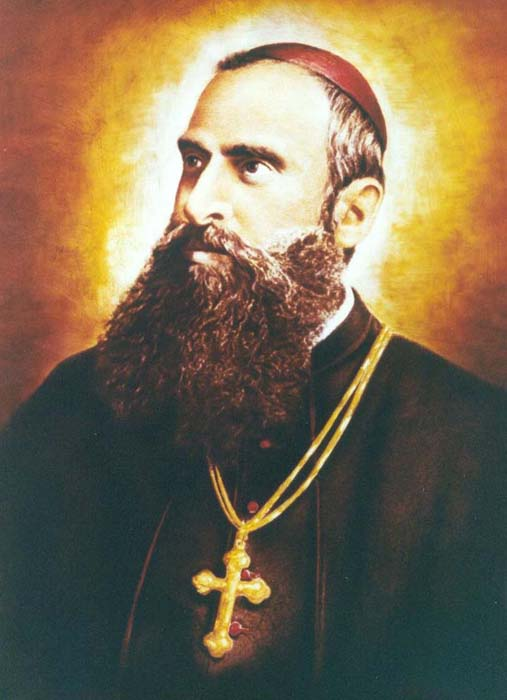
Antonio Maria Roveggio, III. generální představený Institutu

Kongregaci založil Daniel Comboni (1831–1881). Narodil se ve skromné dělnické rodině a vstoupil do ústavu pro vzdělávání chudých, který ve Veroně otevřel Nicola Mazza. Mazzův institut se také zapojil do evangelizační práce na územích střední Afriky.
V roce 1854 byl Comboni vysvěcen na kněze a 14. února 1858 se spolu s pěti spolubratry misionáři usadil v apoštolském vikariátu ve střední Africe. Podnik byl neúspěšný. Comboniho společníci během několika měsíců zemřeli kvůli podnebí a nemocem a Comboni sám se v roce 1859 rozhodl opustit Afriku a vrátit se do vlasti. Poté byl poslán do Itálie.
V Itálii Comboni vypracoval plán obnovy Afriky. Byl přesvědčen, že je třeba zapojit místní obyvatelstvo do misijní činnosti, a proto uvažoval o vytvoření středisek, kde by domorodci byli přijímáni, křtěni a vzděláváni, a poté by pronikli jako kněží a katecheté mezi svůj lid. Pořádal konference po celé Evropě, na nichž objasňoval svou myšlenku, snažil se zapojit sbory, které se již angažovaly v misiích v Africe, a setkal se také s Arnoldem Janssenem.
U příležitosti prvního vatikánského koncilu Comboni připravil dokument, který měl předložit koncilním otcům, aby se pokusili zapojit co nejvíce církevních sil do práce na šíření víry na temném kontinentu, ale kvůli přerušení koncilu nemohl být dokument projednán.
1. června 1867 se Comboni rozhodl otevřít ve Veroně seminář pro přípravu duchovních, kteří by působili v misiích v Africe. Jako vzor pro organizaci komunity byla vybrána pařížská Společnost pro zahraniční misie, společnost kněží a laických bratří koadjutorů bez řeholních slibů, ale se slibem věrnosti a příslušnosti ke komunitě. Řízením a výukou v ústavu byli pověřeni jezuité.
Misionářská společnost, původně nazvaná Synové Nejsvětějšího Srdce Ježíšova, byla schválena jako kongregace s diecézním právem 8. prosince 1871. 31. července 1877 byl Comboni jmenován apoštolským vikářem pro střední Afriku a přestěhoval se do Chartúmu, kde v roce 1881 zemřel. Po smrti zakladatele se jeho společnost dostala do nejisté fáze. Mahdistická válka zabránila misionářům pokračovat v misii v Súdánu. Francesco Sogaro, první Comboniho nástupce, v roce 1885 společnost přeměnil na kongregaci s jednoduchými sliby, ale starší členové toto rozhodnutí nepřivítali, protože se domnívali, že řeholní praxe by misionáře odváděla od aktivního apoštolátu. Teprve rozhodnutí kongregace Propaganda Fide, která schválila Sogarovu volbu, ukončilo vnitřní rozpory institutu, anglo-egyptské vítězství na konci druhé světové války však kongregaci neumožnilo učinit rozhodnutí.
Po vítězství Anglo-Egypťanů nad mahdisty mohli Comboniáni pokračovat ve své misi v Súdánu. Kongregace obdržela 7. června 1895 papežskou deklaraci chvály. Protože kongregace byla již vyspělá a soběstačná, převzal v roce 1899 Sogarův nástupce Antonio Maria Roveggio od jezuitů úkol vychovávat misionáře. Dne 19. února 1910 Svatý stolec definitivně schválil institut a jeho stanovy.
V kongregaci se brzy vytvořily dvě frakce. Jedna tvořená italskými řeholníky a druhá řeholníky z německy mluvících zemí. Kontrasty mezi oběma frakcemi se ještě více vyostřily v letech první světové války. Dne 27. července 1923 Svatý stolec rozhodl o oddělení německé větve institutu od mateřské kongregace založením Kongregace misionářů Synů Nejsvětějšího Srdce Ježíšova (Congregatio Missionariorum Filiorum Sacratissimi Cordis Iesu, iniciály M.F.S.C.), která byla definitivně schválena 18. března 1924.
Druhý vatikánský koncil, který vyzval řeholní instituty, aby znovu objevily charisma svých zakladatelů, přiměl obě kongregace k hledání cesty jednoty. 2. září 1975 společně slavily v Ellwangenu generální kapituly, které rozhodly a ratifikovaly sjednocení obou institutů, a 22. června 1979 Svatý stolec definitivně schválil spojení obou kongregací.
Zakladatel, blahořečený v roce 1996, byl 5. října 2003 prohlášen papežem Janem Pavlem II. za svatého.

## Činnosti a rozšíření

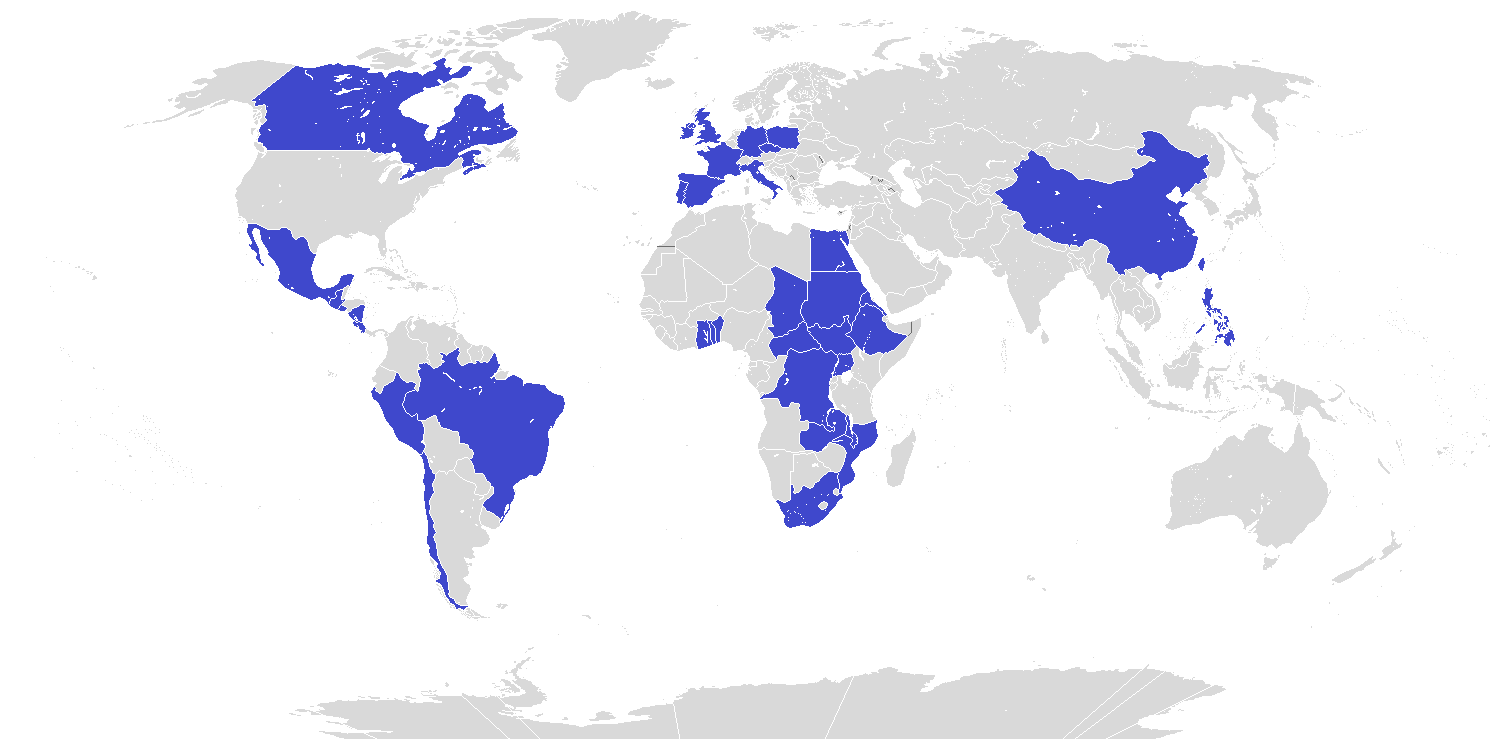
Země, kde působí misionáři Comboni Srdce Ježíšova

Komboniáni se věnují misijnímu apoštolátu mezi národy, které ještě nejsou evangelizovány nebo nejsou dostatečně evangelizovány, zejména v Africe. Působí v Evropě (Francie, Irsko, Itálie, Německo, Polsko, Portugalsko, Rakousko, Velká Británie, Španělsko).
Působí v Evropě (Francie, Irsko, Itálie, Německo, Polsko, Portugalsko, Rakousko, Španělsko, Velká Británie), v Africe (Benin, Ghana, Egypt, Eritrea, Etiopie, Keňa, Malawi, Mosambik, Středoafrická republika, Čad, Demokratická republika Kongo, Jihoafrická republika, Súdán, Togo, Uganda, Zambie), v Americe (Brazílie, Kanada, Chile, Kostarika, Ekvádor, Salvador, Guatemala, Mexiko, Nikaragua, Peru, Spojené státy americké) a v Asii (Filipíny, Macao, Tchaj-wan). Generální dům se nachází na Via Luigi Lilio v Římě.
Na konci roku 2008 čítala kongregace 328 domů s 1803 řeholníky, z toho 1296 kněžími.

## Osobnosti
- Antonio Maria Roveggio – biskup a 3. generální představený komboniánů
- Giuseppe Scattolin – profesor islamologie a islámské mystiky v Káhiře a Římě
- Giuseppe Ambrosoli – italský kněz a lékař, působící jako misionář v Ugandě